# Paweł Orkisz
Paweł Orkisz (ur. 1955 w Wadowicach) – polski poeta i pieśniarz związany z Krakowem. Autor piosenek turystycznych i żeglarskich (m.in. utworu Przechyły).

## Życiorys
W latach 1974–1981 studiował na Wydziale Mechanicznym Politechniki Krakowskiej. Występuje od 1975, zarówno solowo, jak i z zespołami. W latach 70. był redaktorem śpiewników studenckich. W 1985 przeniósł się do Gdańska, gdzie prowadził wieczory balladowe w „Rudym Kocie”. Ponadto w latach 1989-1993 był członkiem i wokalistą Kapeli Salonowej „Baron” w sopockim Grand Hotelu, a w latach 1987-1989 na scenie kameralnej gdańskiego Teatru Wybrzeże wykonywał pieśni Włodzimierza Wysockiego.
Do Krakowa wrócił w 1994 i na pewien czas zawiesił działalność muzyczną; pracował w branży ekonomicznej (rynek kapitałowy). Ponownie koncertuje od 2005 – zaczął regularnie śpiewać; początkowo w Śródmiejskim Ośrodku Kultury, a następnie w Pubie Kuranty. Stworzył także festiwal „Ballads of Europe” w Niepołomicach.
W swoim repertuarze ma m.in. pieśni legendarnych bardów Wysockiego, Okudżawy i Cohena.
Od 1985 jest członkiem Związku Polskich Autorów i Kompozytorów.

## Nagrody, wyróżnienia i przedsięwzięcia artystyczne
W latach 1978–1984 otrzymał m.in.
- główne nagrody Bazuny, YAPY, Giełdy w Szklarskiej Porębie,
- nagrody na Studenckim Festiwalu Piosenki w Krakowie i OPPA w Warszawie,
- główną nagrodę i nagrodę nowohuckiej „Solidarności” na festiwalu Sacrosong w Krakowie-Mistrzejowicach w 1984.
- Ostatnio znowu otrzymuje nagrody: - "Honoris Gratia" - zasłużony dla miasta Krakowa (2014)  - medal "Dziękujemy za Wolność" - od Stowarzyszenia "Sieć Solidarności" (2015)  - medal im. ks. J. Popiełuszki - "Zło dobrem zwyciężaj" - od Stowarzyszenia 13 Grudnia (2016)  - Nagroda im. dr. A. Kowalskiego - od środowiska GAP UE Kraków (2017)

## Dyskografia
- Przechyły (1999) – zawiera najstarsze piosenki artysty o charakterze turystycznym piosenki, tj. z lat 1975-1984, nagrane studyjnie od nowa
- Ballady kolędowe (2000) - autorskie "kolędy"
- Nie zginęła póki my (2001) - autorskie pieśni niepodległościowe, dedykowane Marszałkowi J. Piłsudskiemu
- Ballady o miłości (2002 - ale nagranie z 1988) - romantyczne, do słuchania przy świecach
- Komentarz (2004) – 16 utworów powstałych i nagranych w czasach stanu wojennego.
- Fale nadziei (2002) - pieśni autorskie, o różnej tematyce, kilka znakomitych utworów i aranżacji
- A wszystko te czarne oczy (album 2 CD - Grudzień 2000) - romanse cygańskie i rosyjskie
- Beczka pełna śpiewu (2004) - najpopularniejsze w środowisku młodzieży dominikańskiej pieśni religijne
- Na miłość serce otworzę – pieśni Bułata Okudżawy (2004) - nagranie koncertowe
- Wysocki – Ja i tak zabiorę Cię stąd (2005) - nagrania opracowane studyjnie
- Cohen – Dno serca (album 2 CD - Czerwiec 2007) - nagrania opracowane studyjnie
- Okudżawa - Nie zamykajcie proszę drzwi (album 2 CD - Czerwiec 2008) - nagrania opracowane studyjnie
- Oto jestem (2008) - 7 psalmów Dawidowych z własną muzyką, 6 autorskich pieśni religijnych i 1 pieśń - tłumaczenie z ang.
- Dla Ciebie, Słońce (2011) - Złote ballady o miłości
- Żeglarskie Impresje (2013) - najpopularniejsze ballady żeglarskie
- Nad nami noc (2016) - autorskie piosenki o miłości i rodzinie
- Pieśni Pogodne (2021) - autorskie, różna tematyka